# کریستین کریستینسن

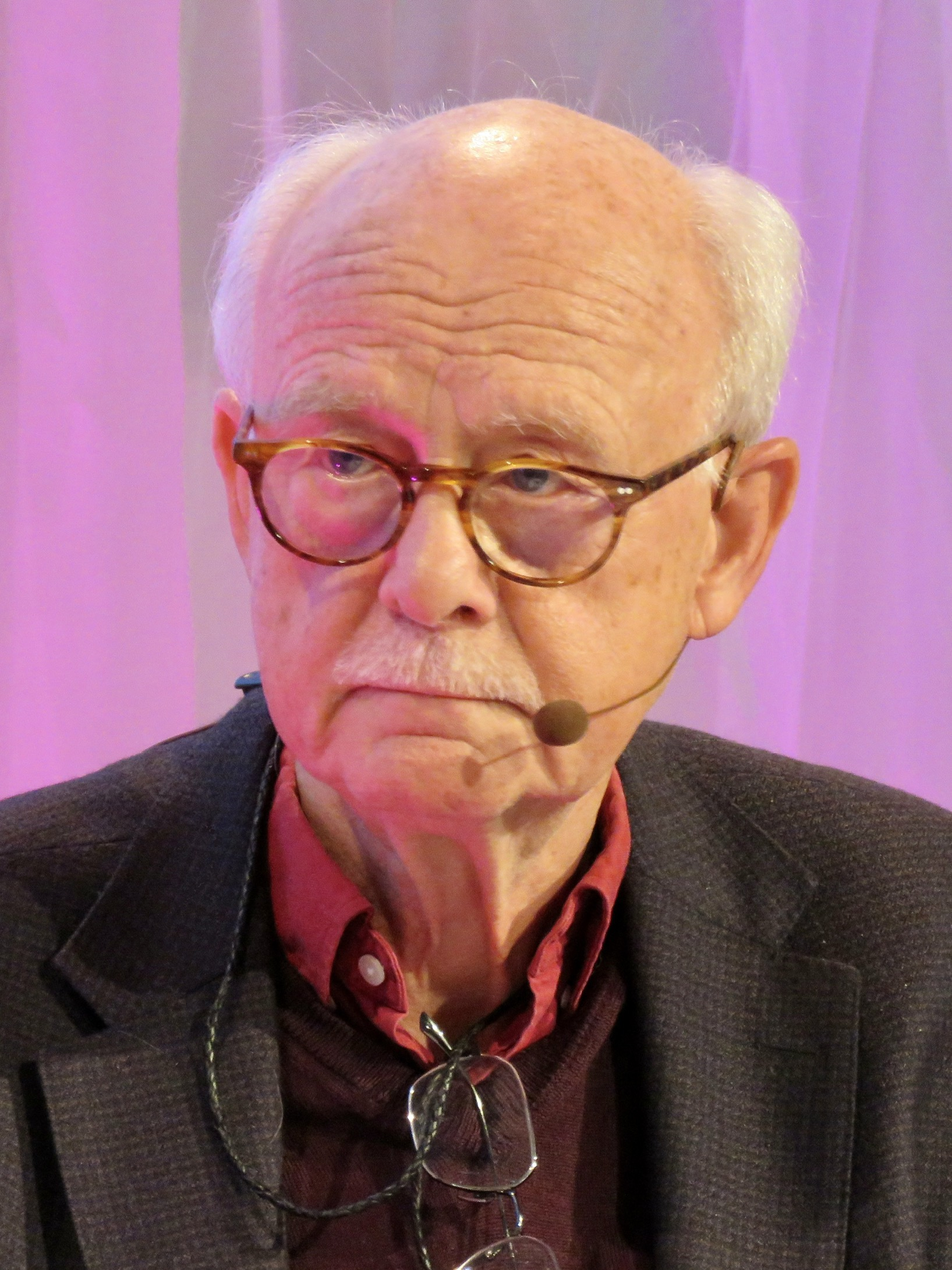
کریستین کریستینسن

کریستین کریستینسن زاده ۲۱ اوت ۱۹۴۸، باستانشناسی دانمارکی است که برای نقشی که در شناسایی دوران مفرغ اروپا، بررسی های میراث فرهنگی و نظریه های باستانشناسی اش نامدار است.
وی استاد دانشگاه گوتنبورگ است.
او دانش آموخته دانشگاه کپنهاگ و دانشگاه آرهوس در رشته باستان شناسی پیش از تاریخ است.
وی از سال ۱۹۷۹ تا ۱۹۹۴ سرپرستی سازمان میراث باستانشناسی دانمارک را در دست داشته است و از آن پس استاد دانشگاه گوتنبورگ بوده است.
وی همچنین در دانشگاه های سوربون، استنفورد، کمبریج و آکسفورد استاد مهمان بوده است.
او مانند بسیاری از پژوهشگران زبانشناسی، باستانشناسی و ژنتیک، بدنبال یافته های ژنتیکی نوین در ارمنستان، فرضیه ایرانی بودن هندواروپاییان را پیش می کشد و با بازنگری در فرضیه کورگان، خاستگاه مردمان هندوآناتولیایی (چنانکه وی هندواروپاییان را می نامد) را در جنوب قفقاز در ایران کنونی و ارمنستان می داند؛ و فرضیه کورگان را تنها گامی پس از آن می داند..